# Pascher (Familie)
Pascher ist der Name einer österreichischen Familie, die mit dem Prädikat Pascher von Osserburg in den erblichen österreichischen Adelsstand nobilitiert wurde.

## Geschichte
Stammvater der Familie Pascher von Osserburg ist Karl Pascher von Osserburg (* Mies/Stříbro in Böhmen, 29. September 1847; † Meran in Südtirol, 28. September 1910), welcher Eisenbahnbaumeister sowie kaiserl.-königl. Generalinspektor der österreichischen Bundesbahnen war und für seine lebenslangen Verdienste im Jahr 1908 von Kaiser Franz Josef I. in erblichen Adelsstand erhoben wurde. Die Position des Generalinspektors der Österreichischen Eisenbahnen, die er erlangte, war eine der höchsten offiziellen Positionen in der österreichisch-ungarischen Monarchie. Auch seine Söhne Otto und Emmerich als auch sein Schwiegersohn Arthur Milla waren bei den österreichischen Eisenbahnen in führenden Positionen tätig.

## Wappen
Die in den erblichen Adelsstand erhobene Familie Pascher von Osserburg führt seit ihrer Nobilitierung ein Wappen.